# Сефардська музика
Сефардська музика — музика сефардських євреїв мовами ладіно (сефардська мова) та івритом.

## Історія
Сефардська музика як особливий жанр почала розвиватися в Середньовіччі на території Піренейського півострова та островах Майорка та Мальта.
Більшість раннього сефардського фольклору складається переважно з літургійних і каббалістичних піютів (наспівів) на івриті.
У XIII столітті з'явилися перші сефардські пісні на ранньому ладино, як, наприклад, «a la una yo naci».
Після вигнання євреїв з Іспанії сефардська музика стала поширюватися в країнах Середземномор'я, Леванті, а також на Карибських островах, Північній та Південній Америці.
Багато сефардських пісень у країнах Карибського моря називають «піратськими», оскільки багато сефардів брали активну участь у розвитку піратства в Карибському морі.

### В наш час

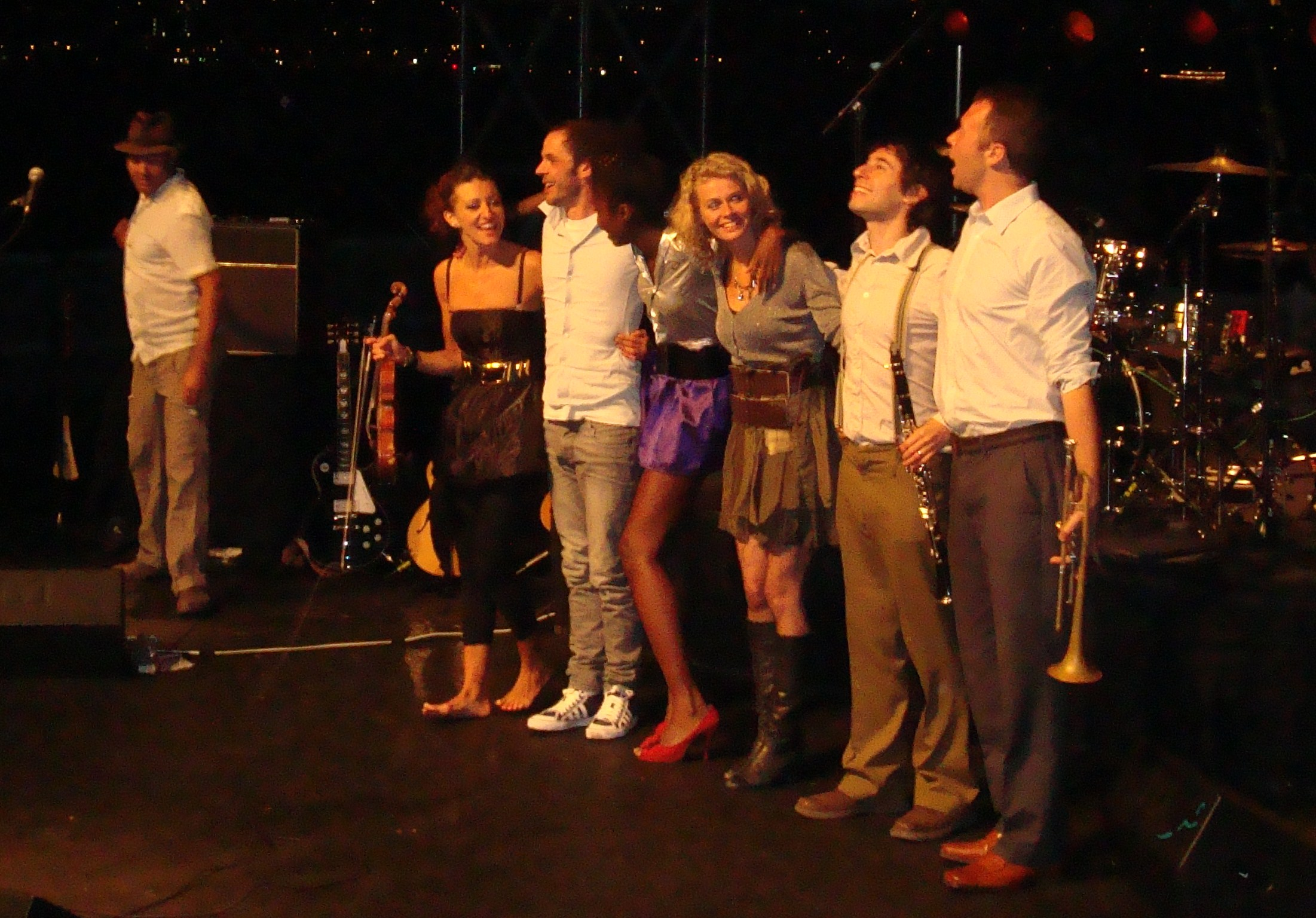
Oi Va Voi (Цюріх, 2009)

У наш час багато сефардських народних пісень виконуються представниками поп-музики, рок, етно, джаз музики, а також симфонічними оркестрами. Найяскравішими прикладами є гурти In Extremo, що записали пісню Kuando el rey Nimrod у стилі хеві-метал, британський гурт Oi Va Voi записав разом KT Tunstall «Ladino Song» (Yo me enamore d'un aire).
Також, багато сучасних музикантів, що пишуть інструментальну, музику називають свою сефардську музику.

### Поширені пісні
- Los Bilbilicos (La Rosa Enflorese) / משלו אכלנו
- Morenica (שחרחורת)
- Avre tu Puerta Cerrada
- Mi Padre Era de Francia
- Quan el Rey Nimrod (Avraham Avinu)
- Por la tu Puerta
- Hamavdil
- Tres Klavinas en un Tiesto Tres Klavinas en un Tiesto (Aman Minush)
- Avre Este Abajour
- Asentada en mi Ventana
- Adio Kerida (Adio Querida) )
- Irme Kero
- La Serena / Si la mar era de leche (з перекладом на російську мову)

## Найбільш відомі виконавці

### Етно
- Ana Alcaide (Іспанія)
- Judi Frankel (США)
- Mor Karbasi (Велика Британія)
- Yehoram Gaon (Ізраїль)
- George Dalaras (Греція)
- Janet & Jak Esim (Туреччина)
- BraAgas (Чехія)
- Avraam Perera (Ізраїль)
- Fortuna (Бразилія)
- Daddo Dganit (Ізраїль)
- Rosa Negra - Fado Ladino (Португалія)
- Glykeria (Греція)
- Javier Ruibal (Іспанія)
- Los Desterrados (Велика Британія)
- Françoise Atlan (Франція)
- Soledad Bravo (Венесуела)
- Joaquín Díaz González (Іспанія)
- Ясмін Леві (Ізраїль)

### Піп
- Yosi Azulay (Ізраїль)
- Sefarad (Туреччина)
- David d'Or (Ізраїль)
- Esther Ofarim (Ізраїль)
- Stefanie Valadez (США)
- María Salgado (Іспанія)
- Montserrat Franco (США)

### Джаз
- Авішай Коен (Ізраїль)
- Koby Israelite (Велика Британія)
- Lampa Ladino (Росія)

### Рок
- Sarah Aroeste (США)
- Deleon (США)
- La Mar Enfortuna (США)

### Інструментал
- Софі Соломон (Велика Британія)
- Adik Chezron (Німеччина)
- Israeli Andaluzian Orchestra (Ізраїль)
- Al Andaluz Project (Іспанія)